# Matelea amazonica
Matelea amazonica är en oleanderväxtart som beskrevs av G. Morillo. Matelea amazonica ingår i släktet Matelea och familjen oleanderväxter. Inga underarter finns listade i Catalogue of Life.